# Karl Fleschen
Karl Fleschen (República Federal Alemana, 28 de junio de 1955) es un atleta alemán retirado especializado en la prueba de 3000 m, en la que consiguió ser campeón europeo en pista cubierta en 1977.

## Carrera deportiva
En el Campeonato Europeo de Atletismo en Pista Cubierta de 1977 ganó la medalla de oro en los 3000 metros, con un tiempo de 7:57.5 segundos, por delante finlandés Pekka Päivärinta  y del suizo Markus Ryffel.
En el Campeonato Europeo de Atletismo en Pista Cubierta de 1980 volvió a ganar la medalla de oro en los 3000 metros, exactamente con el mismo tiempo que tres años antes de 7:57.5 segundos, por delante del neerlandés Klaas Lok y el alemán Hans-Jürgen Orthmann.
Cuatro años después, en el Campeonato Europeo de Atletismo en Pista Cubierta de 1984 ganó la medalla de bronce en la misma distancia, con un tiempo de 7:54.45 segundos, tras el checoslovaco Lubomír Tesáček y el suizo Markus Ryffel.